# Leucrose
Le leucrose est un diholoside réducteur naturellement présent dans la nature. Il l'isomère du saccharose tout en étant non-cariogène et moitié moins sucré que celui-ci.

## Histoire
Le leucrose a été découvert en 1952 par FH Stodola lors d'une synthèse enzymatique par la Leuconostoc mesenteroides en présence de saccharose. Sous certaines conditions 3 % du saccharose a été transformé en un diholoside non réducteur composé de glucose et de fructose. FH Stodola a donné le nom de leucrose a ce nouveau sucre afin de rappeler son origine microbienne. Sa structure a été définie en 1956.
Depuis le leucrose a été trouvé dans le miel et le pollen de Typha latifolia.
En 1986, la société Pfeifer & Langen a déposé un brevet décrivant la production de leucrose à partir du saccharose ou du fructose par l'utilisation d'une enzyme, la dextransucrase,.
Depuis peu, Cargill commercialise le leucrose comme ingrédient au pouvoir édulcorant en mélange (13 %) avec du fructose (37 %) et autre osides (48 %).

## Structure et propriétés

### Structure
Le leucrose, composé de deux oses (une unité de glucose et d'une unité de fructose) et de formule chimique C12H22O11, est un isomère du saccharose. Cependant la nature de la liaison oside reliant les deux unités est différente : une liaison α(1→5) pour le leucrose et α(1→2) pour le saccharose.

### Propriétés physiques
Le leucrose est un composé blanc cristallin, qui en solution aqueuse existe sous deux formes tautomères : 1,9 % en α-pyranose et 98,1 % en β-pyranose (à 20 °C,).
Il se cristallise sous forme monohydraté sous la forma tautomère β-pyranose.

### Propriétés chimiques
Le leucrose est un diholoside réducteur résistant a l'hydrolyse acide.
L'hydrogénation du leucrose produit le leucritol.

### Autre propriétés
Bien que le leucrose soit l'isomère du saccharose son pouvoir sucrant  est deux fois plus faible : de 0,4 à 0,5 et de 0,5 à 0,6.
Le leucrose est considéré comme étant non-cariogène car il n'est pas utilisé par le principal germe mis en cause dans la formation des caries, le Streptococcus mutans. Cependant il a été montré que d'autre germes présent dans la bouche et qui contribue à l'apparition des caries peuvent fermenter le leucrose. Une autre étude a mesuré le pourcentage de germes susceptibles de fermenter les isomères du saccharose, seuls 23 % des germes testés ont été capables de fermenter le leucrose, contre 25 % pour le turanose, 33 % pour le palatinose et 70 % pour le isomaltulose.

## Utilisation
L'utilisation du leucrose comme édulcorant dans les chewing-gum (de 0,1 % à 10 %) a été breveté pour remplacer les polyols qui ont tendance à être moins bien digérés.

## Métabolisme
Le leucrose est normalement métabolisé par l'homme. Cependant son hydrolyse par les enzymes est moins rapide (entre 1/5 et 1/3) que pour le saccharose ou bien le maltose. Le niveau de glucose et de fructose est plus faible que lors de la consommation de saccharose, tandis que les niveaux d'insuline et de C-peptide sont inchangés. Seulement une infime quantité est excretée par voie urinaire, de 0,05 à  0,08 %.

## Production
Le leucrose est produit par réaction du saccharose avec une glucosyl transférase en présence de saccharose et de fructose.
Le leucrose est un produit secondaire produit par la dextrane-saccharase lors de la production d'isomaltulose à partir du saccharose.